# Odontocarya micrantha
Odontocarya micrantha là một loài thực vật có hoa trong họ Biển bức cát. Loài này được (Diels) Barneby mô tả khoa học đầu tiên năm 1970.